# Киевский саммит первых леди и джентльменов
Киевский саммит первых леди и джентльменов (укр. Київський саміт перших леді та джентльменів) — международная инициатива первой леди Украины Елены Зеленской. Тема первого саммита: «Мягкая сила в новой реальности». Целью мероприятия является создание международной диалоговой платформы, которая будет способствовать решению гуманитарных проблем по всему миру.  Первый саммит состоялся 23 августа 2021 на территории национального заповедника «София Киевская».

## Направления работы
В своём обращении основательница Киевского саммита первых леди и джентльменов Елена Зеленская отметила: «Мягкая сила» первых леди, которые не имеют политической власти, способна изменить окружающую реальность. Они достигают поставленной цели и получают желаемый результат не путём участия в политике, а с помощью гуманитарных проектов, социальных связей. В новой мировой реальности поможет мягкая сила с твёрдыми решениями».

## Цель саммита
- объединить первых леди и джентльменов для создания международной платформы для обмена опытом и реализации совместных проектов для благосостояния людей в мире;
- обсудить текущие проблемы дня и деятельность первых леди и джентльменов по их решению;
- сделать голос каждой отдельной первой леди и джентльмена более влиятельным.

## Участники

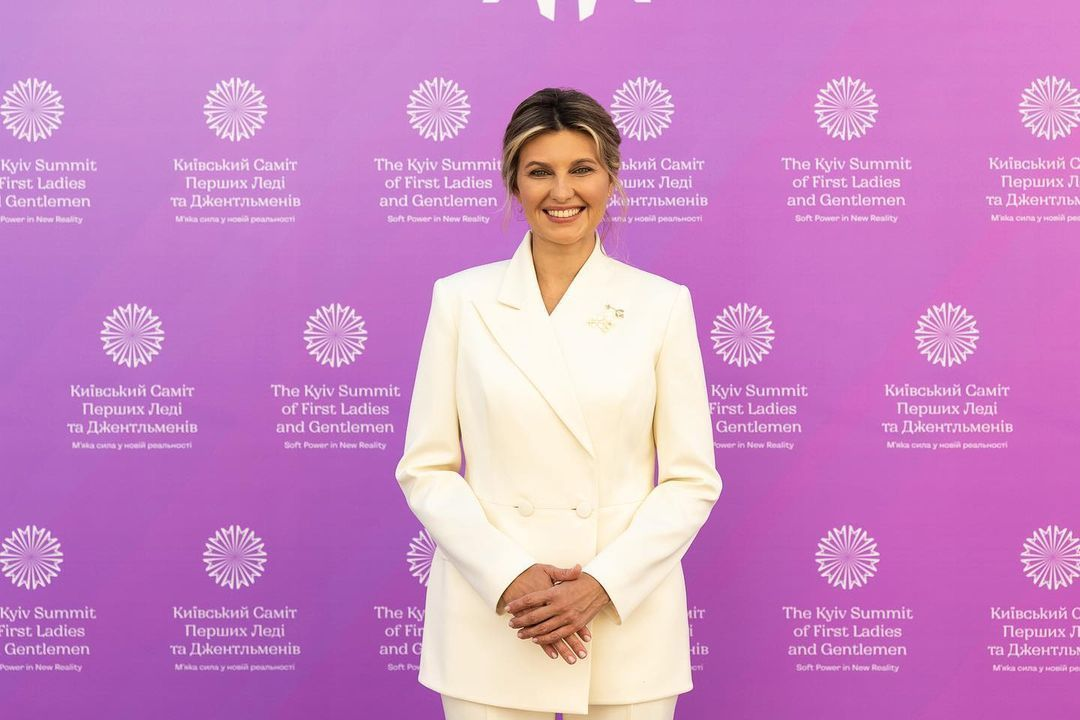
Елена Зеленская на Киевском саммите первых леди и джентльменов

В Киевском саммите первых леди и джентльменов участвовали десять первых леди, среди которых жёны глав Латвии, Литвы, Сербии, Израиля, Германии, Турции, Хорватии, Коста-Рики, Бразилии, Европейского Совета, дочь президента Ливана, а также первая леди Украины Елена Зеленская.
Первая леди США (1993—2001), госсекретарь США (2009—2013) Хиллари Клинтон поздравила Киевский саммит первых леди и джентльменов в видеообращении: «Наша позиция, как первых леди и джентльменов, уникальная и порой сопровождается неповторимыми вызовами. Наша жизнь находится под лупой и подлежит огромном разбора. Это нелегко, о чём я знаю из личного опыта. В то же время у нас есть беспрецедентная возможность служить своей стране, использовать ресурсы и отношения, чтобы браться за важные проекты и вносить вклад в здоровье и благополучие своего общества».
Всего в саммите приняли участие более 20 участников, среди которых руководство Всемирной организации здравоохранения, ООН-женщины, а также ведущие эксперты и лидеры мнений мира: среди них мыслитель, автор книги «Чёрный лебедь» Нассим Николас Талеб и афганский кинорежиссёр Сахра Карими, которую Украина после драматических событий эвакуировала вместе с семьёй из Афганистана. Также в саммите приняли участие американская актриса Робин Райт и канадская актриса украинского происхождения Кэтрин Винник.

## Декларация
По итогам мероприятия участники первого саммита приняли итоговую совместную декларацию. В документе указано :
- содействие международному сотрудничеству первых леди и джентльменов — для обмена опытом, координации усилий и консолидированной реализации совместных проектов для преодоления последствий пандемии COVID-19 и достижение целей устойчивого развития в различных сферах жизни обществ и международного сообщества;
- приглашение всех заинтересованных первых леди и джентльменов мира присоединиться к достижению этих целей и облегчение адаптации человечества к новой реальности;
- сосредоточение на реализации проектов в таких сферах: здравоохранение, образование, наличие равных возможностей для доступа к базовым сервисам и гарантий, борьба с бедностью, помощь людям с инвалидностью, поддержка детства, право на защищённую старость, вопрос гендерного равенства и других сферах, которые в дальнейшем первые леди и джентльмены определят как приоритетные;
- содействие созданию международной экспертной сети, состоящей из ведущих экспертов в различных областях, для информационно-аналитической поддержки инициатив и проектов в указанных сферах;
- обработка в своих странах вопросов укрепления института первых леди и джентльменов для создания новых возможностей использования «мягкой силы» в мире;
- приветствие инициативы Украины представить на рассмотрение участников саммита годовой план мероприятий по развитию сотрудничества первых леди и джентльменов.

В связи с обострением ситуации безопасности в Афганистане, во время саммита было сделано совместное заявление о необходимости защиты женщин, детей и семей в условиях конфликтов.